# تشنغدو جيه-10
تشنغدو جيه-10 (صينية مبسطة: 歼-十) هي مقاتلة متعددة المهام نفاثة أحادية المحرك من تصميم وتصنيع مجموعة تشنغدو لصناعة الطائرات الواقعة في جمهورية الصين الشعبية. صممت الطائرة خصيصا للقوات الجوية الصينية وتلقب في الغرب باسم «التنين القوي».
تعد الجيه-10 طائرة متعددة المهام تستطيع القيام بكافة الأعمال القتالية نهارًا أو ليلاً في كافة الأجواء، حيث قارنتها الصحف الصينية بالإف-16 والميراج 2000 والسو-27. يعتمد تصميم المقاتلة على جناح مثلث و كانارد أمامي وتصل سرعة المقاتلة القصوى ل ١,٨ ماخ. تم تصميم المقاتلة بشكل أساسي للقتال جوًا، ولكنها قادرة أيضًا على تنفيذ مهام هجومية.
أعلنت وكالة أنباء شينخوا الصينية في 29 ديسمبر 2006 دخول التشينجدو جيه-10 الخدمة في القوات الجوية الصينية رسمياً.

## التطوير
كان السياسي الصيني دينج شياو بينج من الداعمين لبرنامج تطوير الطائرة، وسمح بإنفاق حوالي نصف مليار رنمينبي في سبيل تطوير طائرة صينية محلية. بدأ المشروع في يناير 1988 عندما بدأت الحكومة الصينية في المشروع تحت اسم «المشروع 10». كلف معهد تشنغدو الطائرات بتطوير الطائرة وعين كلا من «سونج وينكونج» كمصمم رئيسي و«زيو شيسو» كرئيس المهندسين بالمشروع. صممت الطائرة في البداية كطائرة متخصصة ولكن تم تعديل التصميم لتصبح طائرة متعددة المهام قادرة على كلا من المعارك الجوية ومهاجمة الأهداف الأرضية.
رغم أن وجود الطائرة كان معروفا من فترة طويلة داخل وخارج الصين إلا أن الحكومة الصينية لم تعترف رسميا بوجود الطائرة إلا في يناير 2007، وسمحت بنشر أولى الصور الرسمية للجيه-10 عن طريق وكالة أنباء شينخوا الصينية.
بسبب السرية الكبيرة التي أحاطت بتطوير الطائرة قبل الإعلان عنها رسمياً، فكانت العديد من تفاصيل الجيه-10 عرضة للتوقعات. كما انتشرت شائعات عن تحطم الطائرة أثناء اختبارات الطيران إلا أن الحكومة الصينية نفت هذه الشائعة. فقد ذكرت وكالة شينخوا أنه لم تحدث أي حوادث تحطم للطائرة من بداية تطويرها مما يعد نجاحا واثباتا لقدرة الطيارين الصينيين. إلا أن بعض التقارير أكدت فعلا تحطم أحد التماذج الأولية ولكن الحكومة الصينية حاولت التعتيم على الخبر.
حسب المصادر الإعلامية الصينية، فإن الطائرة الأولي «جيه-10 01» خرجت من خطوط الإنتاج في نوفمبر 1997، وطارت لأول مرة بوساطة طيار الاختبار «لي كيانج» في مارس 1998 لمدة عشرون دقيقة. كما قام طيار اختبار آخر هو «لي زونجوا» باختبار القدرات الأيروديناميكية للطائرة واستمرت الاختبارات حتى أوائل ديسمبر من عام 2003 وفي هذه الأثناء أختبرت قدرات الطائرة على التزود بالوقود جوا. كما كانت آخر اختبارات الطائرة كانت الإطلاق الحي للصواريخ جو-جو والتي استمرت من 21 إلى 25 ديسمبر 2003.
سلمت الطائرة لأول سرب لاختبارها في 23 فبراير 2003 وأعطيت الطائرة وضع «في الخدمة» رسميا في ديسمبر من نفس العام بعد أكثر من 18 سنة من التطوير. كان أول فوج قتالي تسلم الجيه-10 هو رقم 131 التابع للتشكيل 44.

## تصدير الطائرة
تعمل مجموعة صناعة الطائرات الصينية علي تطوير نسخ جديدة من الطائرة وأولها الجيه-10 بي والتي من المحتمل أن تكون باكستان أول زبائن هذه الطائرة بين عامي 2014-2015. في شهر فبراير من عام 2006 عرضت طائرتي الجيه-10 والجيه.إف-17 على الرئيس الباكستاني وقتئذ برفيز مشرف حيث اتيحت له الفرصة لركوب قمرتي القيادة في الطائرتين أيضا. وفي 12 أبريل 2006 وافق مجلس الوزراء الباكستاني على شراء 36 طائرة جيه-10.

## المشغلون
الصين

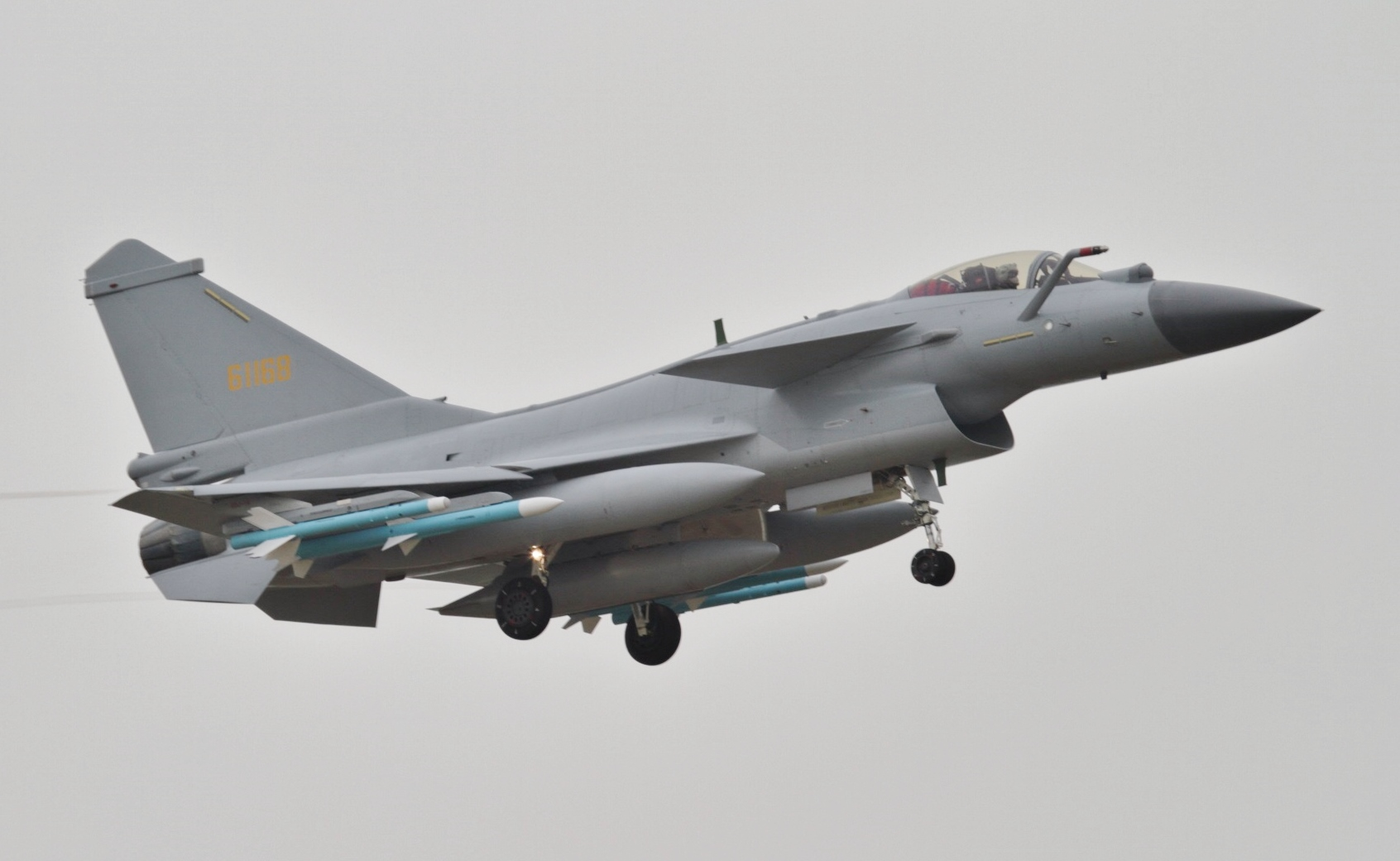
طائرة جيه-١٠ تحمل صواريخ بي إل-١٠ و بي إل-١٢.

- تقوم القوات الجوية بتشغيل: 78 طراز J-10، و142 من طراز J-10A، و55 تقريبا من طراز J-10B، و48 من طراز J-10S. حسب احصائية أعدت في فبراير 2017.[بحاجة لمصدر]
- تقوم البحرية بتشغيل: 16طائرة من طراز J-10A، و7 من طراز J-10S. حسب احصائية اعدت في 2017.

 باكستان
- أكدت الحكومة الباكستانية حصولها على ما لا يقل عن 25 طائرة مقاتلة صينية من طراز J-10C للقوات الجوية الباكستانية.[4][5]
- السودان
- امتلكت الحكومه السودانيه ايضا هذه النوع من الطائرات ولكن ليس مؤكدا عن عددها حتى الآن

## الأحداث والحوادث
في 22 أبريل/نيسان 2010، تحطمت طائرة من طراز J-10S بسبب عطل في المحرك في مقاطعة هونان أثناء رحلة تدريب.
في 15 نوفمبر 2014، تحطمت طائرة من طراز J-10B في البحيرة الصناعية بمدينة بيتونج بالقرب من مدينة تشنغدو بعد وقت قصير من إقلاعها.
في 19 سبتمبر/أيلول 2015، تحطمت طائرة من طراز J-10ٍS أثناء رحلة تدريب ليلية في منغوليا الداخلية.
في 19 نوفمبر 2015، تحطمت طائرة من طراز J-10A في مقاطعة أنجي بمقاطعة تشجيانغ.
في 18 ديسمبر/كانون الأول 2015، تحطمت طائرة من طراز J-10SH في بلدة زيغو بمقاطعة زيجيان بعد أن تم سحب طائر إلى المحرك.
في 12 نوفمبر 2016، كانت أول طيارة من نوع J-10 تتسبب في مقتل قائدها، وهي الكابتن يو شو، قد قتلت في عرض للاستعراض الهوائي في مقاطعة خبي أثناء أدائها مع فريق الأستعراضات الهوائية الأول من أغسطس.
في 18 أكتوبر 2018، اشتعلت النيران في طائرة من طراز J-10 وتحطمت في حقل أرز بالقرب من تشانجيانغ في مقاطعة قوانغدونغ.
في 31 مايو 2019، فقدت الطائرة J-10 أثناء حادث تدريب في منطقة قويتشو، تيانجين.
في 4 سبتمبر/أيلول 2020، تحطمت طائرة من طراز J-10C على بعد 6 كم شمال غرب قاعدة قويلين كيفنجلينج الجوية. وأفادت وسائل الإعلام الهندية عن طريق الخطأ أن الطائرة من طراز Su-35 أسقطتها تايوان، التي انتشرت عبر وسائل الإعلام الاجتماعية لكن الحكومة التايوانية نفت هذا الحدث.

## المواصفات (J-10A)

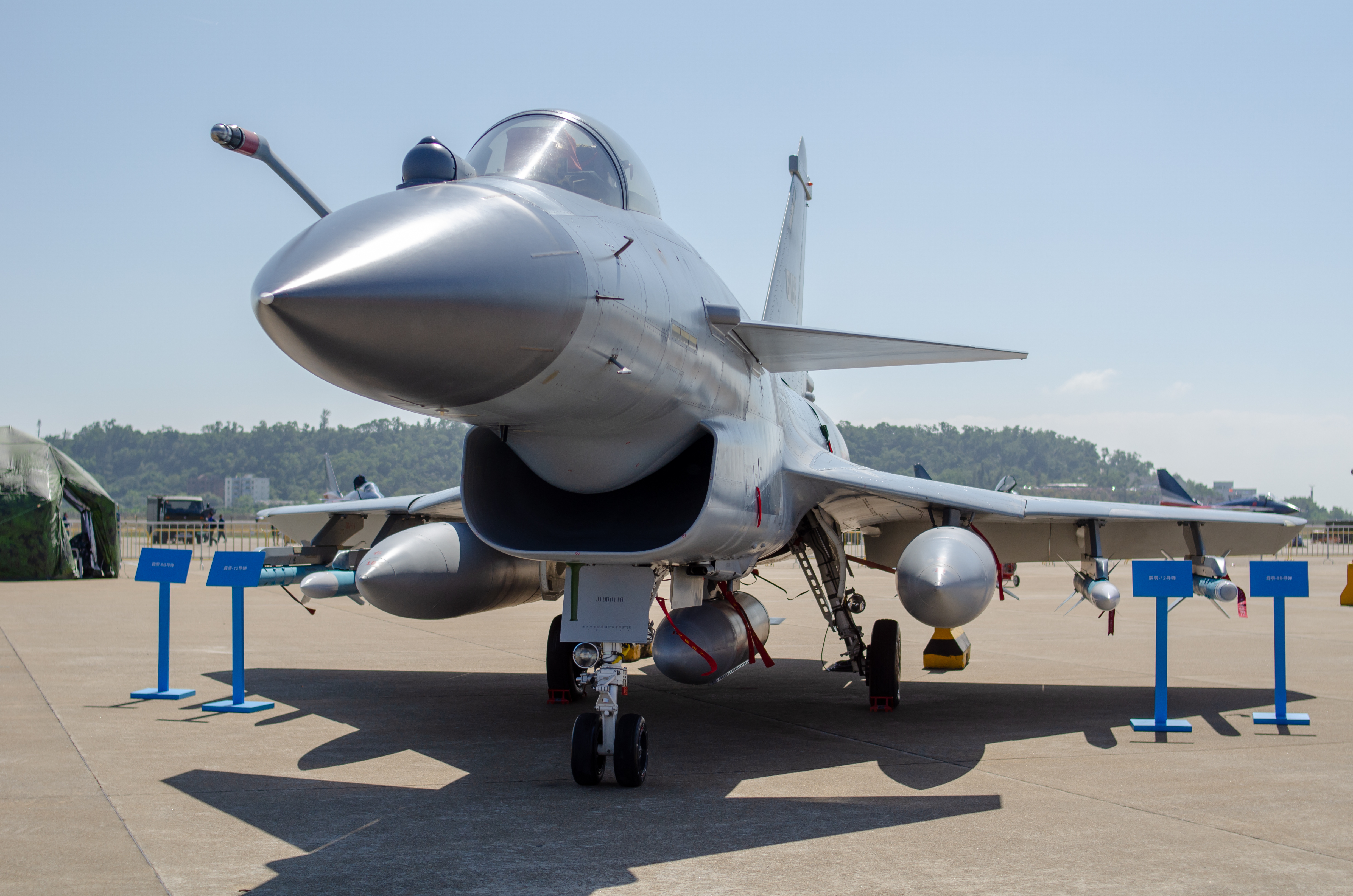
المقاتلة J-10B مع صواريخ PL-10 و PL-8B ومدخل هواء غير متشعب معروض في معرض الصين للطيران 2018

### الخصائص العامة
- الطاقم: 1 [16]
- الطول: 16.43 م
- باع الجناح: 9.75 م
- الارتفاع: 5.43 م
- مساحة الجناح: 33 م 2
- الوزن الفارغ: 9750 كجم [17]
- الوزن الإجمالي: 12400 كجم
- أقصى وزن للإقلاع: 19277 كجم [16][17]
- المحرك: محرك واحد طراز Saturn-Lyulka AL-31FN مع حارق لاحق، بقوة دفع تقدر بـ 79.43 كيلو نيوتن. أو طراز WS-10A جاف مع حارق لاحق، بقوة دفع تقدر بـ 125 كيلو نيوتن.

### الأداء
- المدى: 3200 كم [17][18]
- نطاق القتال: 1250 كم [17][18]
- السرعة القصوى: 2.2 ماخ [18][19]
- سقف الخدمة: 18000 م [17]
- حدود الجاذبية: +9-3 [17]
- تحميل الجناح: 381 كجم/م2
- الدفع/ الوزن: 1.15 (مع Saturn AL-31FN3)؛ 1.16 (مع WS-10A)
- لحظية بدوره التقييم: 31 + درجة في الثانية
- معدل الدوران: 300 + درجة في الثانية

### التسلح
- المدفع: مدفع واحد طراز Gryazev-Shipunov GSh-23
- نقاط التعليق: 11 في المجموع (6 تحت الجناح، و2 تحت مدخل الهواء و3 تحت جسم الطائرة) بسعة 7000 كجم من الوقود الخارجي والذخيرة.
  - الصواريخ غير الموجهة: كبسولات صاروخية غير موجهة بقطر 90 ملم.
  - الصواريخ الموجهة:
    - صواريخ جو - جو:
      - PL-8
      - PL-9
      - PL-10
      - PL-11
      - PL-12
      - PL-15

    - صواريخ جو - أرض:
      - PJ-9
      - YJ-9 K

    - القنابل:
      - قنابل طراز LT-2 الموجهة بالليزر
      - قنابل انزلاقية طراز (LS-6 وGB3 وGB2A وGB3A)
      - قنابل موجهة بالأقمار الصناعية طراز FT-1
      - قنابل غير الموجهة وزن 250 و500 كجم

    - الآخرين: ما يصل إلى 3 خزانات وقود خارجية (1 تحت جسم الطائرة، و2 تحت الجناح) للمدى الطويل والترحال.

### إلكترونيات الطيران
- رادار تحكم في الإطلاق طراز Type 1473H
- كبسولات إلكترونيات الطيران المركبة خارجيًا:
  - بود التهديف وتتبع الأهداف بالأشعة تحت الحمراء طراز type hongguang-i
  - بود التشويش والحماية الذاتية طراز BM/KG300G
  - بود الأستطلاع الاليكتروني طراز KZ900
  - بود الملاحة والتهديف طراز Blue Sky
  - بود الاستهداف والهجوم بالليزر والأشعة تحت الحمراء طراز FILAT